# Pozzolo Formigaro
Pozzolo Formigaro est une commune italienne de la province d'Alexandrie, dans la région Piémont.

## Administration
| Période                                  | Période  | Identité        | Étiquette | Qualité |
| ---------------------------------------- | -------- | --------------- | --------- | ------- |
| Depuis juin 2004                         | En cours | Roberto Silvano |           |         |
| Les données manquantes sont à compléter. |          |                 |           |         |

### Communes limitrophes
Bosco Marengo, Cassano Spinola, Novi Ligure, Tortona, Villalvernia